# Laval-Saint-Roman
Laval-Saint-Roman település Franciaországban, Gard megyében. Lakosainak száma 213 fő (2022. január 1.). Laval-Saint-Roman Aiguèze, Le Garn, Issirac és Saint-Christol-de-Rodières községekkel határos.

## Népesség
A település népességének változása:
| Lakosok száma | 127  | 140  | 185  | 225  | 228  | 222  | 217  | 213  | 214  | 213  |
|               | 1968 | 1982 | 1990 | 2006 | 2013 | 2015 | 2017 | 2019 | 2020 | 2022 |